# Semmenstedt
Semmenstedt este o comună din landul Saxonia Inferioară, Germania.